# Schizanthus candidus
Schizanthus candidus är en potatisväxtart som beskrevs av John Lindley. Schizanthus candidus ingår i släktet fjärilsblomsterssläktet, och familjen potatisväxter. Inga underarter finns listade i Catalogue of Life.